# Pistacia cucphuongensis
Pistacia cucphuongensis är en sumakväxtart som beskrevs av T.ð.ðai. Pistacia cucphuongensis ingår i släktet Pistacia och familjen sumakväxter. Inga underarter finns listade i Catalogue of Life.